# Ritchie Davies
Ritchie Davies (* 27. November 1971 in Wales) ist ein ehemaliger walisischer Dartspieler, der in den 1990er- und 2000er-Jahren bei der British Darts Organisation (BDO) aktiv war. Im Jahr 2003 erreichte er das Finale der Weltmeisterschaft selbigen Verbandes.

## Karriere
1992 gab der damals 21-jährige Davies sein Debüt auf einer großen Bühne, als er bei den Winmau World Masters das Achtelfinale erreichte.
Fünf Jahre später gab er sein Debüt bei der BDO-Weltmeisterschaft im Jahr 1997. Hierbei gelang es ihm jedoch nicht seine Auftaktpartie gegen den Belgier Leo Laurens zu gewinnen. Bei seinen ersten sechs Teilnahmen gelang ihm ohnehin nur ein einziger Sieg, ein 3:0 über Les Wallace im Jahr 2000. Überraschend gelang ihm dann 2003 der Einzug in das Finale des Turniers.
Hierbei besiegte er den Niederländer Albertino Essers sowie den Weltmeister von 2001, John Walton und den Titelverteidiger Tony David und verlor dabei nur insgesamt einen Satz. Im Halbfinale wartete der noch unerfahrene Gary Anderson. Davies gewann auch dieses Spiel mit 5:2. Im Finale gegen den zu diesem Zeitpunkt bereits zweimaligen Weltmeister Raymond van Barneveld lag Davies trotz großer Unterstützung seitens des Publikums schnell mit 0:4 zurück. Er kämpfte sich aber noch einmal auf 3:4 heran. Anschließend fing sich van Barneveld jedoch und gewann letztlich mit 6:3.
Im Folgejahr erreichte Davies mit dem neuerworbenen Selbstbewusstsein noch einmal das Viertelfinale, verlor dieses Mal jedoch gegen Mervyn King. Es sollte seine letzte Teilnahme an einer Weltmeisterschaft sein.
Bei kleineren BDO-Turnieren konnte Davies auch Siege einfahren. So gewann er die Swedish Open 1997, das British Classic 2000 und die Scottish Open 2002. Zudem erreichte er das Finale bei den Scottish Open 1997, den British Open 1997, den England Open 1998 und der Welsh Open 2003.
Einer seiner größten Erfolge dürfte überdies der Sieg beim Doppelwettbewerb des WDF World Cup 1999 sein. Hierbei besiegte er zusammen mit Richard Herbert die für England agierenden Trina Gulliver und Apylee Jones.
Nachdem er beim WDF Europe Cup im Achtelfinale gegen den Finnen Jarkko Kormula verloren hatte, trat Davies 2005 vom professionellen Darts zu Gunsten seiner Tätigkeit als Programmierer zurück.

## Weltmeisterschaftsresultate

### BDO
- 1997: 1. Runde (0:3-Niederlage gegen  Leo Laurens)
- 1998: 1. Runde (1:3-NIederlage gegen  Colin Monk)
- 1999: 1. Runde (1:3-Niederlage gegen  Chris Mason)
- 2000: Achtelfinale (0:3-Niederlage gegen  Colin Monk)
- 2001: 1. Runde (1:3-Niederlage gegen  John Walton)
- 2002: 1. Runde (1:3-Niederlage gegen  Tony David)
- 2003: Finale (3:6-Niederlage gegen  Raymond van Barneveld)
- 2004: Viertelfinale (4:5-Niederlage gegen  Mervyn King)

## Titel

### BDO
- Weitere
  - Swedish Open: (1) 1997
  - British Classic: (1) 2000
  - Welsh Classic: (1) 2001
  - Scottish Open: (1) 2002
  - BDO Gold Cup: (1) 2004

### WDF
- Weitere
  - WDF Europe Cup Gesamtwertung: (1) 1998 (zusammen mit Marshall James, Sean Palfrey und Martin Phillips)
  - WDF World Cup Doppel: (1) 1999 (zusammen mit Richard Herbert)